# Lepidagathis royenii
Lepidagathis royenii är en akantusväxtart som beskrevs av Cornelis Eliza Bertus Bremekamp. Lepidagathis royenii ingår i släktet Lepidagathis och familjen akantusväxter. Inga underarter finns listade i Catalogue of Life.